# Koisujärvi
Koisujärvi är en sjö i Pajala kommun i Norrbotten och ingår i Kalixälvens huvudavrinningsområde. Sjön har en area på 0,0539 kvadratkilometer och ligger 156 meter över havet.

## Delavrinningsområde
Koisujärvi ingår i det delavrinningsområde (744281-180667) som SMHI kallar för Mynnar i Äihämäjoki. Medelhöjden är 164 meter över havet och ytan är 50,29 kvadratkilometer. Räknas de 7 avrinningsområdena uppströms in blir den ackumulerade arean 126,19 kvadratkilometer. Krikinpojanjoki som avvattnar avrinningsområdet har biflödesordning 3, vilket innebär att vattnet flödar genom totalt 3 vattendrag innan det når havet efter 147 kilometer. Avrinningsområdet består mestadels av skog (56 procent) och sankmarker (37 procent). Avrinningsområdet har 0,83 kvadratkilometer vattenytor vilket ger det en sjöprocent på 1,6 procent.